# ژان لوئی
ژان لوئی (انگلیسی: Jean Louis; ۵ اکتبر ۱۹۰۷ – ۲۰ آوریل ۱۹۹۷) یک هنرمند اهل فرانسه بود. لوئی قبل از آمدن به هالیوود، در نیویورک برای هتی کارنگی که یک کارآفرین مد بود کار می‌کرد. او از سال ۱۹۴۴ تا ۱۹۶۰ به عنوان طراح اصلی برای کلمبیا پیکچرز کار می‌کرد.
در سال 1937، یک سال پس از مهاجرت لویی به ایالات متحده، او کت و شلوار کارنگی را طراحی کرد، کت و شلواری که به نمادی در دنیای مد تبدیل شد.
کت و شلوار کارنگی یکی از اولین مدهایی بود که به عنوان یک برند آمریکایی بسیار مورد پسند قرار گرفت و کت و شلوار بلند و دامن مدادی بلند آن توسط چندین بازیگر زن و زنان جامعه در آن زمان پوشیده شد.
ژان لوئی پس از آمدن به هالیوود، در سال ۱۹۴۴، به عنوان طراح اصلی برای کلمبیا پیکچرز (Columbia Pictures) کار کرد. او در این شرکت تا سال ۱۹۶۰ به عنوان طراح لباس‌های فیلم‌ها و همچنین دکوراسیون صحنه‌های فیلم‌ها فعالیت می‌کرد. ژان لوئی در زمینهٔ طراحی لباس‌های فیلم‌هایی مانند «گانگستر» (Gangster)، «خون آشام در حالت آرام» (The Quiet Man)، «مالتیز فالکون» (The Maltese Falcon) و «طلا و مشک» (Gold and the Girl) شهرت دارد.
حدود شصت طرح او در فیلم ها ظاهر شد و در نهایت نامزد 13 جایزه اسکار شد.
برخی از فیلم‌های او عبارتند از: ستاره‌ای متولد می‌شود، کشتی احمق‌ها، از اینجا تا ابدیت، کاملا مدرن میلی، و او برای طرح‌هایش در کادیلاک طلای جامد در سال 1956 برنده جایزه اسکار شد.

## گزیده فیلم‌شناسی
- از اینجا تا ابدیت
- ستاره‌ای متولد شده‌است
- گیلدا
- چشم‌وگوش‌بسته
- محاکمه در نورنبرگ
- کشتی احمق‌ها
- مردی از شرق
- آن روز نفرین‌شدهٔ تسویه‌حساب

## فیلم‌های نامزدهای اسکار
- ۱۹۵۰ - متولد دیروز
- ۱۹۵۲ - ماجرای ترینیداد
- ۱۹۵۳ - از اینجا تا ابدیت
- ۱۹۵۴ - باید برای شما اتفاق بیفتد
- ۱۹۵۴ - ستاره ای متولد شد
- ۱۹۵۵ - ملکه زنبور
- ۱۹۵۶ - کادیلاک طلای جامد؛ برنده شد
- ۱۹۵۷ - پال جوی
- ۱۹۵۸ - بل، کتاب و شمع
- ۱۹۶۱ - قضاوت در نورنبرگ
- ۱۹۶۱ - خیابان عقب
- ۱۹۶۵ - کشتی احمقان
- ۱۹۶۶ - گمبیت
- ۱۹۶۷ - میلی کاملاً مدرن